# Ghostwriter
Ghostwriter (ang. pisarz-widmo) – osoba, która za wynagrodzeniem pisze, koryguje lub redaguje: opowiadania, artykuły, sprawozdania, teksty piosenek, prace naukowe, książki, które następnie zostają opublikowane pod nazwiskiem zleceniodawcy. Ghostwriterzy tworzą lub edytują autobiografie wielkich gwiazd i zamożnych przedstawicieli świata show biznesu. Na zlecenie polityków, szczególnie tych obsadzających najwyższe stanowiska w państwie, pisarze-widma piszą przemówienia. Są to jednak przeważnie stali lub okresowi współpracownicy, nazywani speechwriters.

## Pochodzenie
W ostatnich latach pojęcie ghostwriter wiąże się z opublikowaniem książki Roberta Harrisa pt. Duch. Pojęcie to zostało spopularyzowane dzięki produkcji filmowej Romana Polańskiego Autor widmo.

## Prawo
Widmo to osoba, która nie ujawnia swojej tożsamości oraz nie wlicza prac wykonanych jako ghostwriter do swojego portfolio. Polskie prawo autorskie nie daje możliwości przekazania innej osobie osobistych praw autorskich (wolno sprzedać lub przekazać nieodpłatnie tylko majątkowe prawa autorskie). Oznacza to, że utworu (artykułu, przemówienia, książki) w Polsce nie wolno publikować pod nazwiskiem zleceniodawcy, ponieważ osobiste prawa autorskie są niezbywalne. Osoba, która zleca napisanie utworu, a następnie rozpowszechnia go tylko pod własnym nazwiskiem, odpowiada z art. 115 ust. 1 ustawy o prawie autorskim: Kto przywłaszcza sobie autorstwo albo wprowadza w błąd co do autorstwa całości lub części cudzego utworu, albo artystycznego wykonania, podlega grzywnie, karze ograniczenia wolności albo pozbawienia wolności do lat 3. Jedyną możliwością jest przekazanie nieodpłatnie albo sprzedanie autorskich praw majątkowych do eksploatowania (produkowania, handlowania, emisji) danego utworu (np. tekstu).
Częstą praktyką wśród ghostwriterów jest praca na hybrydowych umowach, łączących w sobie przekazanie pełnych praw autorskich majątkowych oraz praw zależnych, a także umowę o pełnej poufności, zwanej umową NDA. W taki sposób ghostwriter przekazuje pełnię praw majątkowych i gwarantuje zleceniodawcy, że nie wyda faktu współpracy.
W zależności od rangi zleconego zadania ghostwriterzy otrzymują określone wynagrodzenie. Często zatrudniani są w celu napisania całego tekstu, po wcześniejszej analizie stylu zleceniodawcy, czasem natomiast wykonują tylko pewną część zadania. Ghostwriterzy podpisują zazwyczaj tajną umowę ze swoimi zleceniodawcami, że zobowiązują się pozostać anonimowymi.

## Nauka
Klasyczny ghostwriting w publikacjach naukowych występuje raczej rzadko. Natomiast nierzadkie są pokrewne zjawiska: ghost authorship, honorary authorship lub guest authorship oraz kolejność autorów na liście nieodpowiadająca wkładowi ich pracy.
Ghost authorship polega na tym, że w liście autorów nie jest wymieniana osoba, której wkład pracy w prowadzenie badań, opracowanie publikacji etc. uzasadniałby umieszczenie jej tutaj. Zamiast tego w tekście publikacji (zazwyczaj na końcu) umieszczane są podziękowania dla takiej osoby za jej pracę. Zjawisko takie często dotyczy studentów/doktorantów/etc., którzy wykonują większość pracy badawczej i publikacyjnej, a nie uzyskują z tego stosownych korzyści.
Honorary authorship/guest authorship polega na tym, że na liście autorów umieszczane są osoby, które nie uczestniczyły w pracach badawczych i publikacyjnych (lub ich wkład był minimalny). Często dotyczy to osób pełniących funkcje kierownicze, które dopisują się do prac podwładnych i w ten sposób czerpią nieuzasadnione korzyści. Czasami jednak autorzy wręcz zachęcają takie osoby do dopisania się, uzasadniając to tym, że praca, której współautorem jest znany w danej dziedzinie naukowiec, będzie odbierana jako istotniejsza.
Ostatnie zjawisko polega na tym, że kolejność autorów na liście nie jest zgodna z wkładem ich pracy (pierwszy powinien być autor o największym wkładzie, a ostatni o najmniejszym).
Powyższe zjawiska są uważane za naruszenie zasad etyki naukowej i w celu ich ograniczenia coraz częściej warunkiem opublikowania pracy jest przesłanie oświadczenia autorów zawierającego szczegółowy opis wkładu poszczególnych osób w prowadzenie prac badawczych i opracowanie publikacji.
W Polsce używano określenia murzyn (literacki murzyn).